# 曾格案件
曾格案件是北美殖民地时期有关法律和出版自由的著名案例，对此后西方（尤其是美国）影响深远。

## 背景
北美本土派势力（商人和地主）的兴起后，要求对殖民地事务享有更大的控制权，但由于本地仅有的一份报纸是布雷德福所有的《纽约公报》（New York  Gazette），而且是由殖民当局所控制，所以本土派势力需要能有人出面替他们搞宣传，正好一位布雷德福过去的学徒约翰·彼得·曾格(John Peter Zenger)开办了印刷厂。于是1733年秋，商界在和曾格磋商后，1733年11月5日，曾格的《纽约新闻周报》（New York Weekly Journal）出版。风格犀利的《新闻周报》使得当局越发不满，总督威廉科·斯比爵士(Sir William Cosby)一方面指控曾格“对政府进行无耻中伤和恶毒谩骂，试图煽动反政府情绪”，另一方面命令其一手提拔的首席法官德兰西对曾格提出起诉。但大陪审团拒绝提出一项正式法案，议会也同样不愿提出起诉。最后，总督从咨询会议中挑选了一批人，同意对曾格采取法律行动。1734年11月17日星期天下午，曾格以“煽动闹事”罪名被捕。

## 案件审理经过
审判于1735年8月4日开始。在此之前，科斯比的总检查长理查德·布雷德利（Richard Bradley）提出一份“起诉书”，使曾格一直在押。在此期间，《新闻周报》继续出版，由曾格之妻安娜主持，詹姆斯·亚历山大（James Alexander）担任主编。当亚历山大和威廉·史密斯（William Smith）对起诉的合法性提出质疑时，他们便被剥夺了律师资格。约翰·钱伯斯（John Chambers）被指定为辩护律师，他要求将审判推迟到8月进行。曾格的辩护问题吸引了费城一位60岁高龄的律师安德鲁·汉密尔顿（Andrew Hamilton）前来，主动要求做曾格的辩护律师。开庭当天，法庭内外人满为患，既是来看曾格的命运如何，也是来一睹年逾花甲的汉密尔顿的风采。

### 庭审
（当时北美殖民地法律对诽谤罪解释不同于今天英美的司法解释，依照当时惯例，只要发表有损于当局的言论，就构成诽谤，至于言论内容真实与否无关紧要，法庭甚至把“越是事实，越是诽谤”作为通则。）汉密尔顿首先承认原告对曾格的指控，即曾格在报刊上发表过批评总督和殖民当局的言论。但他接着指出，陈述无可非议的真相乃是每一个生来自由的人所享有的神圣权利。只要不违背事实，就不能算做诽谤，只有“虚假的、恶意的和煽动性的”谎言才构成诽谤。这样一来，便从根本上推翻了殖民地法庭对诽谤的解释。后来宗主国英国的一位法学家也承认，汉密尔顿的辩护词“虽不是法律，实优于法律，实应成为法律，而且在任何正义伸张之处，一定永为法律。”
庭审到最后，汉密尔顿陈辞：
|  | 总之，此刻摆在法院和陪审团诸位先生面前的，不是一件微不足道的私事；它不是你们正在处理的、仅仅事关一个穷印刷商或是纽约一地的事。不，绝对不是！它最后可能会影响英国政府统治下生活在美洲大陆的每一个自由人。它是一个最崇高的事业。它是一个自由的事业。我深信无疑，你们今天正直的行为，不仅会使你们赢得同胞的爱戴和信任，而且每一位热爱自由、反对奴役的人都会祝福和敬仰你们——挫败暴政的企图，并以一个公正无私的裁决为我们自己、我们的子孙后代，以及我们左邻右舍享有自然与国家赋予的权利——以言说和书写真理来揭露和反对(至少是世界上这些地区的)专制霸权的自由——奠定了宝贵的基础。 |

这段演说引起了全场听众的欢呼，陪审团做出无罪裁决，曾格获得自由。

## 影响与评价
曾格后来成为美国新闻界的英雄，汉密尔顿为自由的辩护，也为他赢得了历史的美誉。

### 司法影响
曾格案件后，上述陪审团的裁决对诽谤法并未产生任何影响。宾夕法尼亚最先于1790年写下如下原则：事实真相可以作为辩护及陪审团有权就与案件有关的法律和事实做出裁决。纽约州到1805年接受此原则。英国的《福克斯诽谤法》（Fox's Libel Act）授予陪审团裁决权，是到了1792年，而《坎贝尔勋爵法》（Lord Campbell's Act）到1843年才承认，事实真相可作为辩护。
所以有学者认为，曾格案件是当局的一次权益之计。后来科斯比在1735到1736年冬天染病，3月去世，没有能再与曾格秋后算账。曾格案也谈不上确立了新的法律原则。
此外，所有对于那次审讯的报道几乎都是一面之词，不够全面。英王政府也未发表任何报告，表明立场。由于被告一方完全有理由黑白分明的将案件始末予以发表，所以一般人对英王政府的法律论据与原则大都未予理会。殖民地当局完全有能力行使权利去压制舆论，但和后来的印花税风潮一样，当局在公众强烈不满情绪前做了让步。

### 言论自由
越是事实，越是诽谤，背后的理论逻辑是：公众对于执掌权力的人进行谴责或批评，会激起社会不安，从而破坏安定。曾格案件中，虽然民意支持他，但并未改变殖民时代作家们在煽动性诽谤此问题上的态度。反而他们认为政府是会受到诽谤的，而诽谤政府当然可以被认为是犯罪。
曾格案件虽然没有确立法律例判，但确立了一项原则——对政府官员进行批评的权利是新闻自由的支柱之一。从心理方面看，曾格案件确实促进了这一效果实现，从1735年后，再未出现殖民地法庭以煽动性诽谤罪审判印刷商的案例。虽然也有印刷商被法律机关或政府认为犯了蔑视法律罪，但当局并未再进行过一次类似审判，民意显示出了他的力量。

### 英语典故
由于汉密尔顿的出色表现，美语中后来称赞人“精明的如同费城律师一样”（Philadelphia lawyer）。